# Nocticola
Nocticola es un género de cucarachas de la familia Nocticolidae. distribuidas en África, sudeste de Asia y en Australia. Nocticola difieren de otras cucarachas en que carecen de la infección con Blattabacterium cuenoti. Es el único género de Blattodea que no tiene esta bacteria.

## Especies
- Nocticola adebratti Roth, 1994
- Nocticola australiensis Roth, 1988
- Nocticola babindaensis Roth, 1988
- Nocticola bolivari Chopard, 1950
- Nocticola brooksi Roth, 1995
- Nocticola caeca Bolívar, 1892
- Nocticola clavata Andersen & Kjaerandsen, 1995
- Nocticola decaryi Chopard, 1946
- Nocticola flabella Roth, 1991
- Nocticola gerlachi Roth, 2003
- Nocticola gonzalezi Lucañas & Lit, 2016
- Nocticola jodarlingtonae Roth, 2003
- Nocticola leleupi Chopard, 1966
- Nocticola remyi Chopard, 1950
- Nocticola rohini (Fernando, 1962)
- Nocticola scytala Andersen & Kjaerandsen, 1995
- Nocticola simoni Bolívar, 1892
- Nocticola sinensis Silvestri, 1946
- Nocticola termitophila Silvestri, 1946
- Nocticola uenoi Asahina, 1974
- Nocticola wliensis Andersen & Kjaerandsen, 1995